# Ахмадабад (округ)
Ахмадаба́д (гудж. અમદાવાદ જિલ્લો; англ. Ahmedabad) — округ в центральной части индийского штата Гуджарат. Административный центр — город Ахмадабад. Площадь округа — 8707 км². По данным всеиндийской переписи 2001 года население округа составляло 5 816 519 человек. Уровень грамотности взрослого населения составлял 79,50 %, что значительно выше среднеиндийского уровня (59,5 %). Доля городского населения составляла 80,18 %.